# Палаццо Наскіаро
Палаццо Наскіаро — це таунхаусз 18-го століття в Наксарі, Мальта, побудований за часів Госпітальєрів. Будинок спочатку будовався як сімейний будинок, але кілька разів змінював призначення, щоб відповідати мінливим потребам місцевого населення.
Будівля спочатку слугувала як основний будинок, а пізніше як будинок для відпочинку архітекторів, які його спроектували. У британський період він служив Будинком лейтенанта (Dar-il Kmand), обслуговуючи управлінців регіонами на Мальті. Пізніше це буде перша поліцейська дільниця в Наксарі та перша поліцейська штаб-квартира регіон. Будівля також використовувалася як початкова школа. Під час Другої світової війни в будинку було збудоване бомбосховище, яке використовувалося місцевою громадою під час бомбардування Мальти; у ньому ж було пологове відділення підземної лікарні.
Нещодавнє перейменування таунхаусу на Палаццо Наскіаро  може ввести в оману, оскільки його план показує, що це не палац. Ймовірно, перейменування використано для романтизму.  Стверджується, що кам'яниця збудована у стилі рококо архітектури бароко . 

## Місцезнаходження
Палаццо Наскіаро був побудований на стратегічному пагорбі з видом на три містечка: Аттард, Бальзан та Лія . Сьогодні околиці забудовані, а містечка стали містами. Будівля розташована неподалік від головної площі, площі Перемоги, неподалік від центру Наксара. Вулиця, на якій він стоїть, раніше була відома як Strada Reale. Вона була перейменована на Головну вулицю (Triq il-Kbira), коли лорд Джеральд Стрікленд переназвали на англійський лад багато мальтійських вулиць у 1920-х роках. У наш час вулиця все ще веде прямо до головної площі, проте це вже не головна вулиця Валлетти.
Палаццо знаходиться поруч з будинком парафіяльного священика. Наксар — село на пагорбі , в той же час палац височіє над вулицею. Він побудований на два поверхи з великим сховищем.   Спочатку він дивився на три містечка. 

## Історія

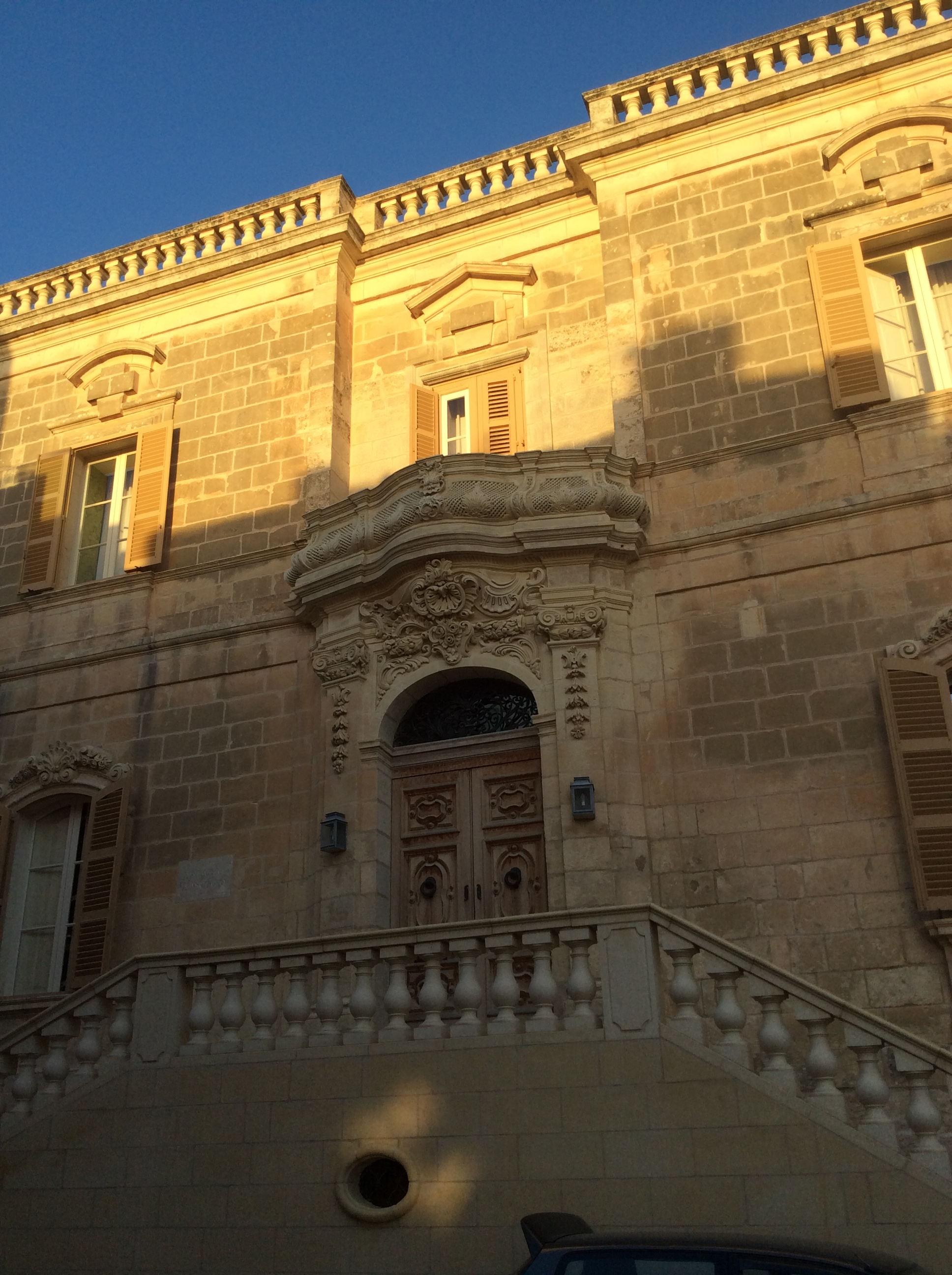
Бароковий фасад

### Родина Саммут
Палаццо Наскіаро був побудований під час правління Госпітальєрів за проєктом архітектора Франческо Саммута (народився в 1755 році) з деякими змінами, внесеними його сином Джованні Саммутом.   Франческо Саммут спроектував таунхауз як свою офіційну резиденцію, а потім його син Джованні успадкував його від нього. І Франчесо, і Джованні є відомими архітекторами, але більшість їхніх робіт все ще зберігається в архівах. В історії також відомо, що таунхауз належав родині Амато.  

### Будинок лейтенанта
Палаццо Наскіаро також був будинком лейтенанта в британський період. Ця посада відповідала за адміністративну області не лише Наксара, але й околиць, які на той час простягалися до затоки Сан-Пауль-іль_бахар. Лейтенант був відомий серед небагатьох жителів на той час італійською мовою як «luogotenente». У той час на Мальті вперше виникла мовна проблема та підйом політичної активності. Декілька дворян, у тому числі Джузеппе Шиклуна, були проіталійськими, у той же час Великобританія зберігала викладання освіти в руках мальтійських дворянських класів до 19 століття з викладанням італійської мови. У Наксарі жителі були переважно знатними сім'ями, проіталійськими і тому навіть називали лейтенанта італійською. Палац називався або Casa del Luogotenente, або Casa Nasciaro.  

### Початкова школа Наксар
Палаццо Наскіаро був, ймовірно, першою громадською та безкоштовною школою в Наксарі. Ссередня школа була побудована неподалік, на тій же вулиці, в колишніх садах палацу. Шкільні туалети були побудовані та додані до палацу, коли це була школа, і досі є частиною палацу сьогодні.    

### Поліцейський відділок Наксара

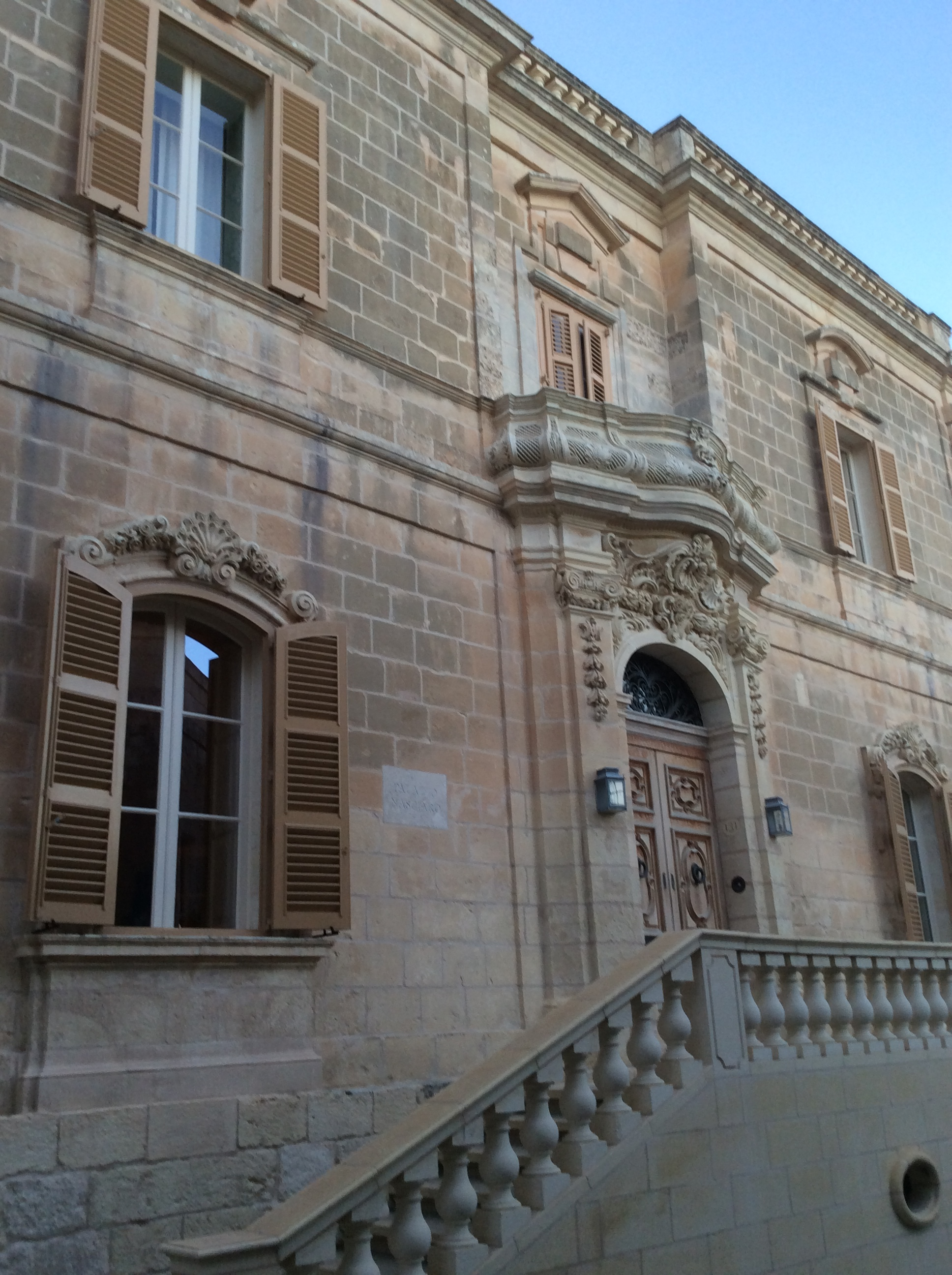
Табличка з написом "Палаццо Наскіаро"

Палаццо Наскіаро досі відомий серед місцевих жителів як «стара поліцейська дільниця», оскільки наприкінці 20 століття вона все ще лишалась поліцейською дільницею, слугувала поліцейським штабом великого регіону на півночі Мальти під час британського панування. Традиційний мальтійський дерев’яний балкон, який простояв протягом двох століть на фасаді разом із балконом у стилі бароко, було демонтовано, коли будівля стала поліцейською дільницею.       Збереглася нижня половина балкону, виготовлена з мальтійського вапняку. Ця половина має складне різьблення по каменю і надає цікавого характеру будівлі. Різьблення починається від головного входу в арку, де знаходяться головні двері і йде до балкону. Це надає нижньому і верхньому поверху безперервної гармонії з точки зору архітектури. 

### Бомбосховище та підземний пологовий будинок
Під час Другої світової війни Мальта брала безпосередню участь у війні, піддавалась бомбардуванням від Італії та Німеччини. З міркувань безпеки було побудовано кілька укриттів на час війни, в основному поблизу міст в межах укріплень Ордена Святого Іоанна. Найвідомішими сховищами часів війни сховища у Палаццо Парізіо та в Палаццо Наксіаро, тому, що обидва вони були відкриті для громадськості,  і обидва використовувалися як тимчасові підземні госпіталі. Палаццо Наскіаро має два бомбосховища на різних рівнях під землею, один з них починається на рівні вулиці, той що використовувався як пологовий будинок. Сховища були розкопані руками у вигляді лабіринту.   Меморіальна дошка «Повітряний наліт», яка була виставлена біля входу в Палаццо Наскіаро, сьогодні знаходиться в Музеї війни на Мальті . 

### Сучасність
Після сучасної реставрації використовувався як приватна резиденція Пола Голдінга.  Реставрація та модернізація проводилися з 2007 року після того, як таунхауз не використовувався протягом приблизно двадцяти років, і знадобилося ще сім років для завершення.  Власник розробив квартиру-студію на першому поверсі позаду будинку та додав критий басейн.  Оригінальна верхня частина дерев’яного балкону, яка існувала на парадному фасаді, не планується до перебудови.   Тепер будинок оснащений меблями та іншими аксесуарами від відомих фірм і дизайнерів. Зараз продається. 

## Архітектура

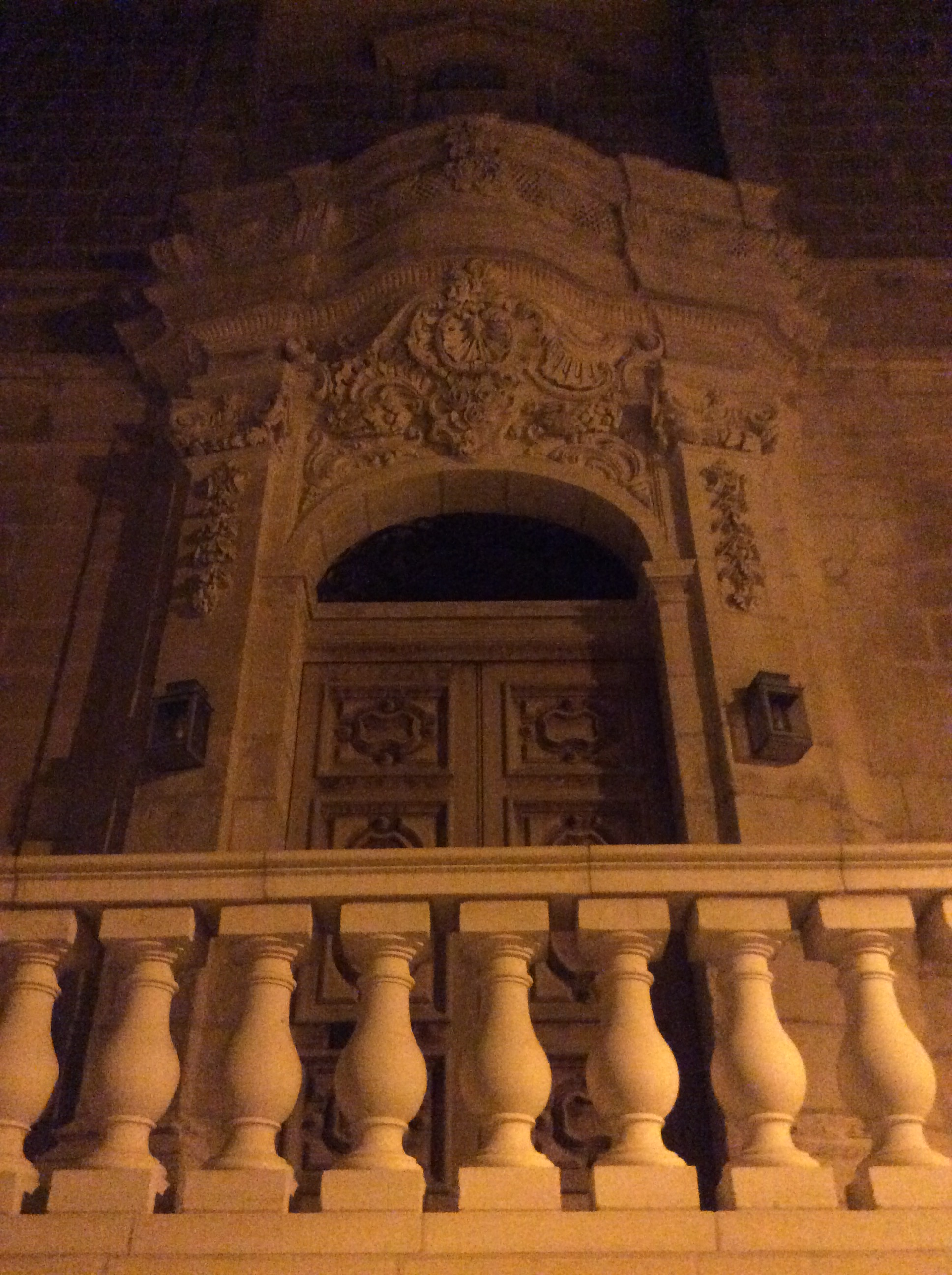
Палаццо Наскіаро

### Екстер'єр
Палац має вражаючий бароковий і симетричний парадний фасад.  Фасад спочатку був розроблений Франчесо Саммутом, проте пізніше перероблений його сином Джованні як подарунок любові до його дружини. Заново спроєктовані колони тераси були закріплені на декорі після ремонту замість колишніх залізних ґрат. Фасад триповерховий на рівні вулиці. На нижньому рівні є доступ до укриття, а для доступу до головного будинку є два сходові прольоти з обох сторін, що ведуть до головних дверей. 

### Інтер'єр
Інтер'єр має схожу архітектуру з традиційним мальтійським двориком. Він має барокові арки на вході та бічних кімнатах.  Більша частина будівлі скромна за архітектурою. Сьогодні палац зберігається у вигляді житлового будинку. Однак багато елементів було збережено, наприклад експозиція вапняку, щоб створити відчуття гротескного місця та історії, що стоїть за ним. У палаці висока стеля, дерев’яні прорізи, оригінальні кам’яні плити тощо. Верхньому поверсі було надано більше кольорів і модернізовано. Палац має три внутрішні марші.    Декоративна фурнітура привезена з Великобританії та Франції. 

## Навколо будинку

### Колишні сади
Великі сади, які колись тут квітнули, були відкриті для відвідування як Gnien il-Kmand (командирські сади), названі на честь лейтенанта.  Саме лейтенант, знаючи, що в околицях бракує зон відпочинку, вирішив відкривши їх для публіки. Однак згодом сади знесли та на їх місці збудували сучасне житло.   

### Центральний та задній двори
Центральний двір досі зберігає деякі оригінальні риси будівлі з мінімальними змінами. У дворі збереглися плантації, такі як Cestrum nocturnum і Trachelospermum jasminoides, що надає палацу романтичного вигляду вдень і вночі. У внутрішньому дворику біля стіни красується невеликий, але декоративний фонтан .    Більшість кімнат на першому поверсі, які прилягають до внутрішнього двору, мають прямий вихід до нього. З боку великих задніх садів тепер є бічний задній двір. 

## Культурна спадщина

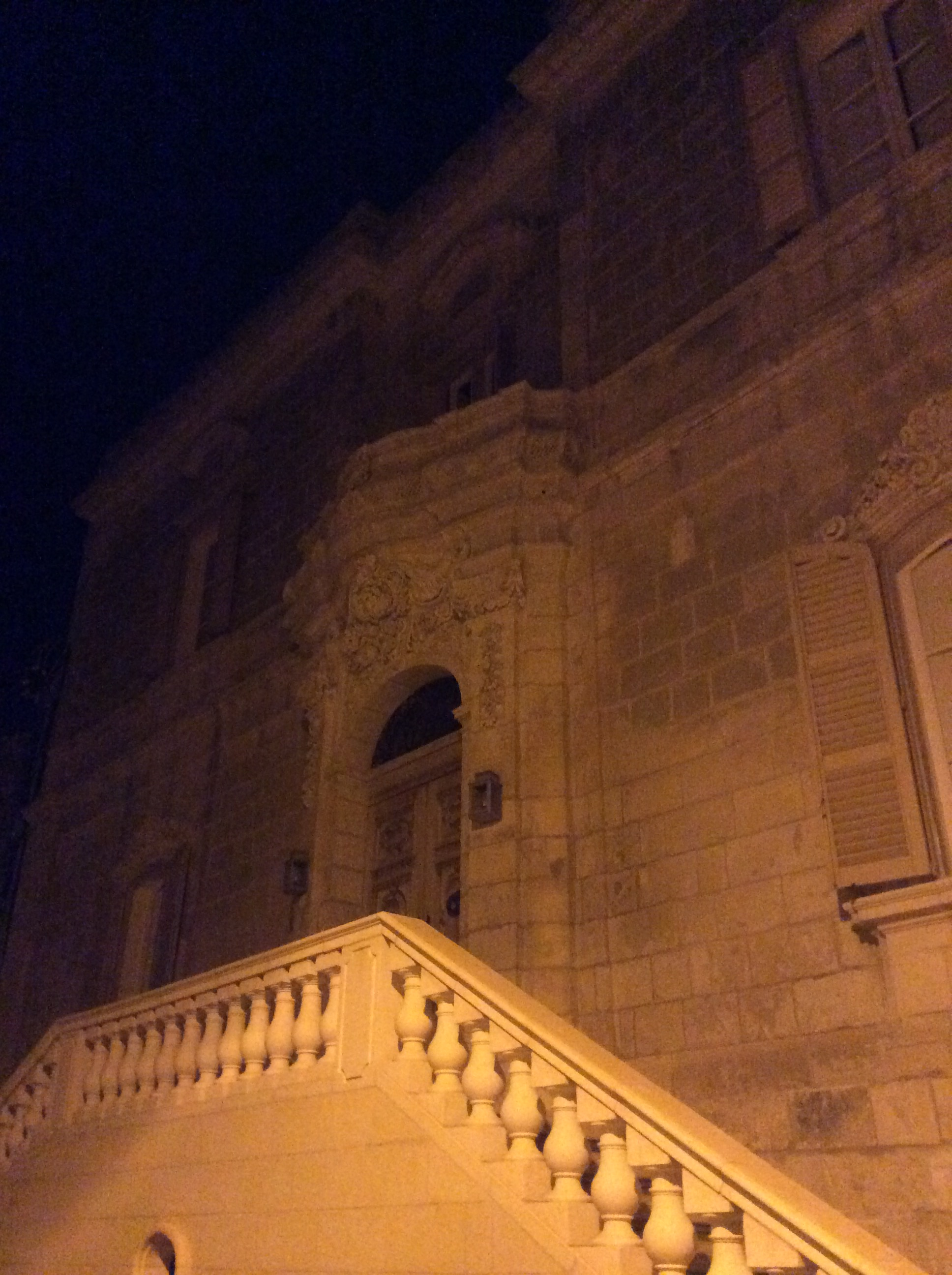
Палаццо вночі

Таунхауз за адресою 31 Triq il-Kbira внесено до списку національних пам’яток 2 ступеня Управлінням навколишнього середовища та планування Мальти (MEPA).    Будинок було внесено до списку, оскільки він має кілька оригінальних мальтійських архітектурних особливостей, а також через його історію, унікальність і те, що він знаходиться в міській заповідній зоні в Наксарі.    

## Дивись також
- Наксар
- Палаццо Парісіо